# ブナゾシン
ブナゾシン（Bunazosin）は、アドレナリンα1受容体拮抗薬である。ブナゾシンは当初、前立腺肥大症（BPH）の治療薬として開発された。日本では緑内障の治療薬として外用剤が承認されている。本剤の作用機序は、ぶどう膜強膜経路からの房水流出を促進し、眼圧を低下させる。また、眼神経への血流を改善する作用も期待されている。アドレナリンα1受容体拮抗薬の全身投与は、術中虹彩緊張低下症候群（Intraoperative Floppy Iris Syndrome；IFIS）に関与していると言われている。ブナゾシンにも同様の作用がある可能性があるが、白内障手術のリスクとして立証した研究はない。

## 効能・効果
錠0.5mg／錠１mg
本態性高血圧症、腎性高血圧症、褐色細胞腫による高血圧症
R錠３mg／R錠６mg
高血圧症
0.01％点眼液
緑内障、高眼圧症（他の緑内障治療薬で効果不充分な場合）

## 副作用
重大な副作用は、錠剤と徐放剤で設定されている。
- 失神
- 意識喪失

## 作用
ブナゾシンはアドレナリンα1受容体を高選択的に阻害し、α2受容体への作用は極めて弱い（選択性：0.0029。参考、非選択性α受容体拮抗薬フェントラミンの選択性：2.19）:12。したがって、交感神経シナプス後のα1受容体を阻害して信号伝達を遮断するが、シナプス前のα2受容体を阻害せず、ノルアドレナリンの負のフィードバックを遮断しないため、ノルアドレナリンの過剰分泌を惹起しない。